# 达奥 (巴西)
达奥（Taió）是巴西圣卡塔琳娜州的一个市，海拔高度359米。于1917年建立，1949年升级为市。2009年人口普查，拥有人口17,522。农业和旅游业为该市的支柱产业。
27°06′57″S 49°59′52″W / 27.1158°S 49.9978°W